# Basznieft
Basznieft (ros. ПАО «АНК „Башнефть“», ang. Bashneft) – rosyjskie przedsiębiorstwo przemysłu rafineryjnego, zajmujące się produkcją substancji naftowych i gazu ziemnego.
Przedsiębiorstwo jest największym producentem wyrobów naftowych w Rosji, w jego posiadaniu znajduje się ponad 140 pól naftowych i gazowych w całym kraju, oraz 3 rafinerie ropy naftowej zlokalizowane w Ufie. Do koncernu należy także 100 stacji paliw mieszczących się w całej Rosji.
W 2009 r. pakiet kontrolny akcji spółki został zakupiony przez rosyjski holding Sistema za kwotę 2,5 mld $.
Basznieft został sponsorem generalnym klubów hokejowych Saławat Jułajew Ufa, Toros Nieftiekamsk.